# Bwindi Impenetrable
Bwindi Impenetrable Nationalpark ligger i den sydvestlige del af Uganda, og er en del af Bwindi Impenetrable Forest.
Parken ligger på grænsen til den Demokratiske Republik Congo, og grænser op til Virunga nationalpark i Congo. Den ligger ved kanten af Riftdalen. Parken, som blev etableret i 1991, udgør 331 km² jungle og består både af højlands- og lavlandsskove. Området ligger mellem 1.160 og 2.600 moh.
Skoven er et af de rigeste økosystemer i Afrika, og tilbyder naturlige habitater for mere end 120 pattedyrarter, 346 fuglearter, 200 sommerfuglearter, 164 slags træer, 100 bregnearter og 27 arter af amfibier og krybdyr: frøer, kamæleoner og gekkoer.
Parken repræsenterer et veltilpasset leveområde for colobusaber, chimpanser og flere fuglearter. Parken er måske mest kendt som leveområde for i alt 340 Bwindigorillaer, hvilket er halvdelen af verdens bestand af bjerggorillaer der er en truet art.
Parken er kun tilgængelig til fods.

## Eksterne kilder og henvisninger
- ctph.org Bwindi Impenetrable National Park: Conservation Through Public Health
- UNEP World Conservation Monitoring Centre: faktaark

- Wikimedia Commons har flere filer relateret til Bwindi Impenetrable